# 백사진
백사진(白寫眞) 또는 화이트프린트(영어: whiteprint)는 아키텍처 또는 공학 설계를 문서화한 기술 도면을 아조 화합물을 써서 인화로 복사하거나 복사한 도면을 말한다. 복사기와 프린터, 컴퓨터와 CAD 등의 방법이 많이 사용되어 손으로 도면을 그리는 작업 방식은 사라지고 있어서 그 만큼 백사진의 사용도 줄어들고 있다.

## 같이 보기
- 계획
- 설계
- 디자인
- 청사진법
- 청사진
- 건식 인쇄